# Buchen (Odenwald)
Buchen település Németországban, azon belül Baden-Württembergben. Lakosainak száma 18 203 fő (2023. december 31.).

## Népesség
A település népessége az elmúlt években az alábbi módon változott:
| Lakosok száma | 14 559 | 18 276 | 17 704 | 17 851 | 17 796 | 17 756 | 18 018 | 18 203 |
|               | 1975   | 2010   | 2015   | 2017   | 2019   | 2021   | 2022   | 2023   |